# 14973 Rossirosina
14973 Rossirosina è un asteroide della fascia principale. Scoperto nel 1997, presenta un'orbita caratterizzata da un semiasse maggiore pari a 2,7715869 UA e da un'eccentricità di 0,0691760, inclinata di 4,48241° rispetto all'eclittica.
L'asteroide è stato dedicato dall'autore della scoperta, Andrea Boattini, a sua madre, Rosina Rossi Boattini.